# 博克瑙
博克瑙是德国莱茵兰-普法尔茨州的一个市镇。总面积9.66平方公里，总人口1257人，其中男性637人，女性620人（2011年12月31日），人口密度130人/平方公里。